# Xaltocan (altépetl)
Xaltocan fue un altépetl fundado en una isla en el centro del lago del mismo nombre, parte del sistema lacustre del valle de México. Originalmente, la ciudad fue fundada por los otomíes. Tras una guerra entre Xaltocan y los tepanecas de Azcapotzalco al final del siglo XIV, los otomíes fueron expulsados de la ciudad y se migraron hacia Otompan, Tlaxcala y la zona del Valle de Metztitlán, que se localiza en el municipio del mismo nombre en el estado de Hidalgo. La isla de Xaltocan fue repoblada entonces por grupos nahuas. El sitio donde se encontraba el antiguo señorío otomí se encuentra dentro del término del actual municipio de Nextlalpan (estado de México).

## Historia
Xaltocan fue fundado durante el Posclásico Temprano de Mesoamérica. Durante excavaciones arqueológicas, en la zona de la isla de Xaltocan se han encontrado restos cerámicos y de otros tipos que se han fechado en esa época. Parece probable que Xaltocan haya sido un centro de poder al que tributaban otros altepeme dentro del valle de México.
La fundación de Xaltocan es narrada en la Historia de la nación chichimeca de Ixtlilxóchitl, aunque las fechas son resultado de un mal cálculo, a la vez que se establece una posición de subordinación por parte de los xaltocamecas, que en realidad no existió. Los Anales de Cuautitlán complementan la información de este señorío. De acuerdo con los Anales, los xaltocamecas se hallaban entre las siete tribus chichimecas que dejaron Aztlán, bajo el mando de Quauhtlíztac («Águila Blanca»). La Historia tolteca-chichimeca señala que los xaltocanecas eran parte del pueblo otomí. En este documento se llama Iztacquauhtli («Águila Blanca») al jefe de la gente de Xaltocan.
En el siglo XIII, los otomíes de Xaltocan se enfrentaron en una prolongada guerra contra el altépetl de Cuauhtitlan. Por esa época, Xaltocan era uno de los señoríos más importantes del valle de México. Cuauhtitlan era uno de los altepeme dominados por los tepanecas de Azcapotzalco. Al final de la guerra, Cuauhtitlan venció a los xaltocanecas. Los otomíes debieron trasladarse a Metztitlán y Tlaxcala, aunque algunos de ellos se asentaron en Otompan, dentro de los dominios de Tetzcoco.
Xaltocan fue repoblada por los nahuas. Después que los tepanecas fueron derrotados por los mexicas y sus aliados en el siglo XIV, Xaltocan pagó tributo a México-Tenochtitlan. En 1521, durante la última fase de la Conquista de México, Xaltocan fue arrasada e incendiada por el ejército de Hernán Cortés.